# Aufstand der Zandsch

Der südliche Irak während der Rebellion der Zandsch

Der Aufstand der Zandsch war eine große Sklavenrevolte zwischen 869 und 883 in Mesopotamien gegen die Abbasiden, angeführt von Ali ibn Muhammad.

## Verlauf
Unter den multiethnisch zusammengesetzten Sklaven in den islamischen Ländern waren die Saqāliba (Slawen) als „Weißeste“ die angesehensten und begehrtes Handelsgut aus Europa. Die afrikanischen Zandsch galten als verachtenswerteste und wurden für die niedrigsten und schwersten Arbeiten eingesetzt, so für die Trockenlegung der Salzsümpfe am Unterlauf des Euphrat, wo in Plantagenwirtschaft Luxusfrüchte für den Fernhandel angebaut werden sollten. Dort kam es 689, 690 und 694 zu Aufständen, die wegen schlechter Organisation und unzureichender Bewaffnung schnell niedergeschlagen werden konnten. Knapp 200 Jahre später brach jedoch am 7. September 869 ein Aufstand aus, der sich über 14 Jahre bis zum 11. August 883 hinzog und von dem Araber Ali ibn Muhammad, dem „Herrn der Zandsch“, bis zu seinem Tod angeführt wurde.
Die vom Kalifen in Bagdad organisierten Gegenmaßnahmen scheiterten wiederholt an der Kampfkraft der Zandsch. Vielmehr erzielten die Zandsch 871 einen großen Erfolg, als sie Basra, das von islamischen Theologen und Religionsführern als religionsferne, dem Luxus ergebene Lasterhöhle kritisiert wurde,  in ihre Gewalt brachten und völlig zerstörten. Unter den Einwohnern richtete das Sklavenheer ein Massaker an und zwang die Überlebenden in die Sklaverei.
In der Nähe des zerstörten Basra errichteten die Aufständischen eine eigene Hauptstadt, die über ein Militärkommando, eine Verwaltung und Gerichte verfügte. Zu den erfolgreichen Zandsch stießen andere Unzufriedene wie Bauern, Hirten, Flussschiffer, Lastträger neben „weißen“ Deserteuren aus der Armee des Kalifen, türkischen Gefangenen und versklavten gegnerischen Soldaten. Viele Zandsch waren als siegreiche Krieger und neue Herren des Südiraks selbst Sklavenhalter geworden. Das führte zu sozialen Reibereien und ethnisch motivierten Konflikten, die die Einheit untergruben. In den fortdauernden Kämpfen liefen zunehmend Soldaten zu den Einheiten des Kalifen über, nachdem der Befreiungsimpuls erlahmt war und die gegnerischen Offiziere verlockende Angebote gemacht hatten. Im März 883 wurde der Sitz des Ali ibn Muhammad eingenommen, aber erst am 11. August 883 war mit seinem Tode der Aufstand beendet und al-Muwaffaq als der herrschende Regent der Abbasiden unter Kalif al-Mu'tamid der endgültige Sieger. Der Kopf des Getöteten wurde aufgespießt und in Bagdad als Trophäe zur Schau gestellt. Die Historiker sind sich nicht einig, wie viele Opfer der Aufstand gekostet hat. Die überlieferten Zahlen sind unzuverlässig und schwanken zwischen 500.000 und 2 Millionen.

## Der Anführer Ali ibn Muhammad
Von Ali ibn Muhammad weiß man, dass er in Samarra lebte, Dichter am Hofe des Kalifen war und Schülern Lesen, Schreiben, Grammatik und die Astronomie beibrachte. 864 ist ein Aufenthalt in Bahrain belegt, wo er sich zum Aliden erklärte, nämlich sich als einen Verwandten des Schwiegersohnes von Mohammed, Ali, ausgab. Wahrscheinlicher ist jedoch, dass er ein freigelassener „weißer“ Sklave war; denn er forderte die Gleichheit aller Menschen ohne Rücksicht auf ihre ethnische Zugehörigkeit. Dazu suchte er das Bündnis mit Hamdan Qarmat, dem Begründer der sektiererischen Qarmaten. Er sammelte Anhänger zur Revolte um sich, musste aber fliehen. Weitere Nachrichten bezeugen ihn in Basra, in Bagdad und im Süden Mesopotamiens. Auf die Zandsch wurde er zufällig aufmerksam, setzte sich aber gleich 869 an ihre Spitze und rief feierlich die Revolte aus. Als selbsternannter Mahdi und angeblicher Angehöriger der Familie des Propheten beanspruchte er von seinem Staat aus, der auch eigene Münzen prägte, das islamische Gesetz wiederherzustellen. Einmal mächtig geworden, sorgte Ali ibn Muhammad jedoch für eine streng hierarchische Gesellschaftseinrichtung, in der soziale und ethnische Gruppen voneinander getrennt waren. Als Beute erworbene Güter und Reichtum waren ihm und den ihm Nahestehenden vorbehalten. Die Zandsch wurden zu einer wenn auch privilegierten Gruppe unter anderen. Es ist davon auszugehen, dass in ihm sich schließlich die unter Arabern allgemein verbreitete Verachtung Schwarzen gegenüber durchsetzte. Wie andere gescheiterte Zandschrevolten zeigten, hätte aber ohne ihn als Anführer der Aufstand nicht so lange durchgehalten werden können. Deshalb endete er auch mit seinem Tod am 11. August 883.

## Ergebnis des Aufstandes
Sklaverei ist bis in die Gegenwart ein Phänomen der islamischen Welt geblieben, wenn es auch im 20. Jahrhundert tabuisiert wurde. Der muslimische französische Anthropologe Malek Chebel hat es 2007 für nötig gehalten, öffentlich an die Verantwortlichen in den von ihm besuchten islamischen Ländern zu appellieren, Sklaverei in ihren angepassten Formen nicht als ein Tabu einzustufen, sondern als ein Verbrechen mit entsprechenden Strafen zu verfolgen.
Der Befreiungskampf der Zandsch schaffte zwar die Schwerstarbeit in den Salzsümpfen des Euphrat ab, aber der mit allen Nachbarländern des Islam gepflegte Sklavenhandel erlebte am wenigsten Afrika gegenüber einen Einbruch. So ist auch ein weiterer, mit einem Massaker schnell beendeter Aufstand der Zandsch schon 885 aus al-Wasit am Tigris überliefert. Afrika blieb vielmehr bis ins 20. Jahrhundert vorrangiges Sklavenreservoir mit einer für eine Dauer von 1400 Jahren von Tidiane N’Diaye angenommenen Deportiertenzahl von 17 Millionen, die an ihren Zielorten ankamen. Für einen Deportierten müssen aber zusätzlich drei bis vier andere bei der Sklavenjagd, bei Epidemien oder durch Kastration usw. Umgekommene veranschlagt werden.
Für den französischen Mittelalterhistoriker Jacques Heers ist bemerkenswert, dass der lange Aufstand der Zandsch allein bis ins 13. Jahrhundert über 100 Bearbeitungen (auch unter orientalischen Christen) gefunden hat, dabei die wichtigste dreihundertseitige des Historikers at-Tabarī als Zeitgenosse der Ereignisse. Heers wirft jedoch der europäischen Geschichtsschreibung vor, dass sie zwar Spartacus zu einer aus der Geschichte der Sklaverei nicht wegzudenkenden Figur hat werden lassen, aber auf die Sklaverei im Islam bisher nicht genügend Aufmerksamkeit verwendet hat.